# Cold Case
Cold Case (no Brasil, Cold Case: Arquivo Morto; em Portugal: Casos Arquivados) é uma série de drama policial norte-americana sobre uma divisão policial da Filadélfia, Pensilvânia, especializada em investigar crimes ocorridos no passado, até então não elucidados.
A série estreou em 28 de setembro de 2003, no canal CBS, e foi uma das séries estreantes mais vistas naquele ano. Durante a sexta temporada houve uma queda na audiência, e em maio de 2010, a CBS anunciou seu cancelamento, após sete temporadas e 156 episódios.
No Brasil, o SBT estreou a série em 22 de julho de 2007, ás 21:15h, e durou até 16 de novembro de 2008, quando foi retirada da grade, devido a baixa audiência. Um tempo depois, o canal exibiu a série de forma descontínua durante as madrugadas. Também foi exibida pelos canais a cabo Warner Channel e A&E, e desde 2023, é exibida pelo canal TNT Séries. Em Portugal, foi exibida pela RTP e Fox Life.

## Enredo
A série tem como personagem principal a detetive Lilly Rush (Kathryn Morris), integrante da equipe de homicídios da polícia da Filadélfia. Sua missão é cuidar dos arquivos frios, ou seja, de crimes que ficaram sem solução. Geralmente, o caso é reaberto quando a polícia recebe uma nova pista, ou uma nova orientação, sobre um caso. 
A detetive Rush conta com o auxilio de seu chefe e mentor, Tenente John Stillman (John Finn), e de seus colegas de profissão, como o veterano Will Jeffries (Thom Barry), Nick Vera (Jeremy Ratchford) especialista em arrancar confissões, o arrogante detetive Scott Valens (Danny Pino), e a partir da terceira temporada, a equipe ganha o reforço de Kat Miller (Tracie Thoms), uma detetive da narcóticos. 
Enquanto testemunhas são interrogadas, flashbacks da época do crime são mostrados. Através desses flashbacks, a série conseguiu discutir muitos problemas sociais como, racismo, sexismo, homofobia, brutalidade policial, abuso sexual, etc. 
Ao final de cada episódio, com o término da investigação, o espírito da vítima surge para Lilly, ou para outro investigador, familiar ou amigo, uma metáfora para mostrar que seu ciclo se encerrou, e agora a vitima pode seguir em paz.

## Elenco e Personagens
| Atores           | Personagens   | Temporadas      | Temporadas      | Temporadas      | Temporadas      | Temporadas      | Temporadas      | Temporadas      |
| Atores           | Personagens   | 1               | 2               | 3               | 4               | 5               | 6               | 7               |
| ---------------- | ------------- | --------------- | --------------- | --------------- | --------------- | --------------- | --------------- | --------------- |
| Kathryn Morris   | Lilly Rush    | Principal       | Principal       | Principal       | Principal       | Principal       | Principal       | Principal       |
| Justin Chambers  | Chris Lassing | Principal       | Does not appear | Does not appear | Does not appear | Does not appear | Does not appear | Does not appear |
| Danny Pino       | Scotty Valens | Principal       | Principal       | Principal       | Principal       | Principal       | Principal       | Principal       |
| John Finn        | John Stillman | Principal       | Principal       | Principal       | Principal       | Principal       | Principal       | Principal       |
| Jeremy Ratchford | Nick Vera     | Principal       | Principal       | Principal       | Principal       | Principal       | Principal       | Principal       |
| Thom Barry       | Will Jeffries | Principal       | Principal       | Principal       | Principal       | Principal       | Principal       | Principal       |
| Tracie Thoms     | Kat Miller    | Does not appear | Does not appear | Principal       | Principal       | Principal       | Principal       | Principal       |

- Kathryn Morris como Lilly Rush: Personagem principal, com um grande senso de justiça e moralidade, tenta (e quase sempre consegue!) investigar casos esquecidos e arquivados por falta de provas. É descoberto no decorrer da série que ela tem uma mãe alcoólatra que não cuidava de forma correta dela, uma irmã com quem tem um relacionamento conturbado (por causa de seus relacionamentos amorosos, que futuramente viria a se envolver com Scotty), e que tinha um namorado motoqueiro desempregado. Lilly adora gatos, e possivelmente tem atração por Scotty (ela ficou muito aborrecida com sua irmã por seu caso romântico com Scotty, porém podia estar tentando proteger a irmã).
- Danny Pino como Scotty Valens: É o parceiro de Lilly, caracterizado como arrogante, garanhão, porém leal, amigo e companheiro. Nascido em Filadélfia, Valens é filho de pai cubano e mãe porto-riquenha, e houve uma época em que se envolveu com o narcotráfico (ele era infiltrado mas se envolveu com uma garota). Teve um caso com a irmã de Lilly, que futuramente rompeu (por causa da própria Lilly) alegando que seria melhor para todos. Mais tarde, Scotty se apaixonou pelo advogada Alexandra Thomas. Ele também tem um irmão, que foi vítima de pedofilia pelo treinador de boxe.
- John Finn como Ten. John Stillman: É o "mentor" de Lily Rush e a trouxe para a equipe de casos arquivados da polícia, sendo que, em alguns casos mostrados pelo programa trabalhou como policial na época. Mantém uma relação paternal com a personagem Lily Rush, sempre aconselhando-a nos casos e ajudando a investigar também.
- Thom Barry como Will Jeffries: Outro veterano policial da equipe, ao lado de John Stillman. No episódio "Bad Night" (da terceira temporada) perde a esposa atropelada por um caminhão e busca incessantemente o culpado pela morte dela, sendo que ele acaba perdoando o homem que causou o acidente, mas exige que ele pague pelo ocorrido. Mas acaba conhecendo outra mulher que lhe ajuda no episódio "Beautiful Little Fool", o décimo nono na terceira temporada, ajudando a descobrir o que dizia a música da personagem Violet, assassinada em 1929.
- Jeremy Ratchford como Nick Vera: Policial bonachão, apesar da imagem de durão que ele tenta passar a todos. É divorciado, mas passa boa parte (principalmente da terceira até a sétima temporada) entre idas e vindas até que eles se reconciliam quase que na temporada final. Também se envolve em alguns casos como o caso de "Triple Threat" que ele recebe a família da jovem russa morta em 1989.
- Tracie Thoms como Kat Miller: Policial egressa da "Divisão de Narcóticos", trazida por John Stillman após o episódio "Honor" (da terceira temporada) pela impressão como ela investigava o caso junto a equipe de casos arquivados. Ela só se junta em definitivo a equipe três episódios depois ("Debut") e fica até o fim da série. Um dos casos mais protocolares com ela foi "8:03 AM" quando ainda era uma policial da narcóticos e ela testemunhou um dos assassinatos que ocorreram às 08:03 da manhã. O passado de Kat, assim como o de Scotty, também passa por gangues pois ela se envolveu com o líder de uma gangue e teve uma filha com ele, Veronica, sem contar que em ações como policial já foi baleada

## Recepção

### Crítica
Em sua primeira temporada, Cold Case teve recepção geralmente favorável por parte da crítica especializada. Com base de 25 avaliações profissionais, alcançou uma pontuação de 66% no Metacritic. Por votos dos usuários do site, atinge uma nota de 8.0, usada para avaliar a recepção do público.

### Audiência
Cold Case começou em setembro de 2003, e rapidamente se tornou um sucesso na programação de domingo à noite na televisão, com média de 14,18 milhões de espectadores, por episódio. Na segunda temporada, o números aumentaram, e a série tinha uma média de 15,1 milhões de espectadores. No episódio "A Perfect Day" da 3ª temporada, Cold Case atraiu seu maior público, de 19,36 milhões de telespectadores. Nas temporadas seguintes, o programa se manteve estável. A crise de audiência começou durante a sexta temporada, quando a média caiu para 9 milhões de espectadores, e a CBS decidiu exibir a série às 22h, alegando que a concorrência era menor, porém os números caíram ainda mais. Na sétima temporada, a série voltou a ser exibida as 21h, porém, não obteve resultados, e após a exibição do último episódio da sétima temporada, a CBS anunciou que o programa não seria renovado para a oitava temporada.

## Trilha sonora
Cada episódio faz o uso de músicas apropriadas à época de cada flashback em questão. Alguns episódios contêm músicas de apenas um artista. No episódio final da sexta temporada, divido em duas partes, tocam apenas músicas da banda Pearl Jam, sendo a única vez que isso ocorreu na série.